# Moore School of Electrical Engineering

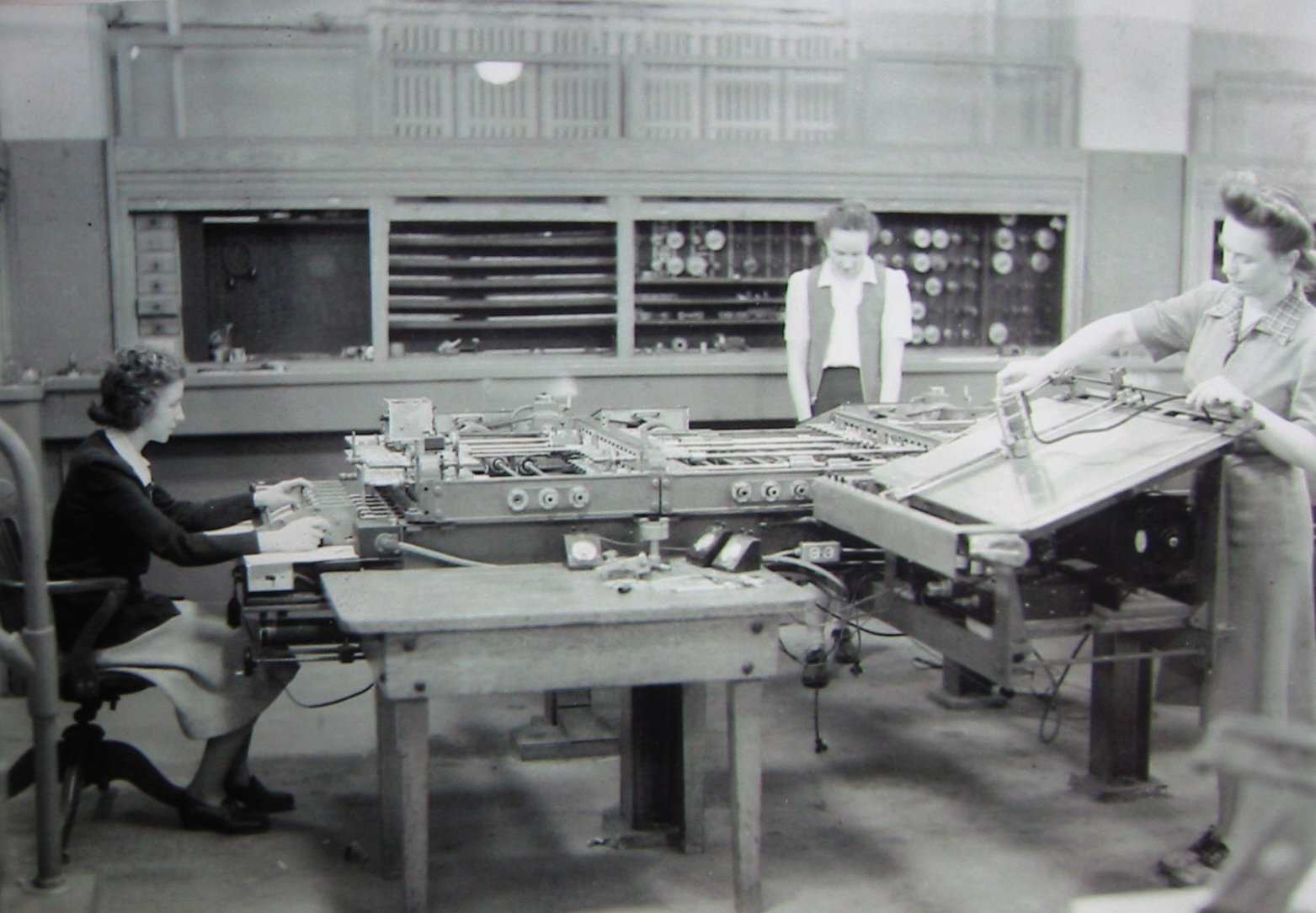
Kay McNulty, Alyse Snyder en Sis Stump aan het werk in de Moore School of Electrical Engineering (circa 1942-1945)

De Moore School of Electrical Engineering aan de Universiteit van Pennsylvania is vooral bekend als de plek waar de moderne computer is ontwikkeld. De faculteit is opgezet na een donatie van Alfred Fitler Moore op 4 juni 1923.
Op de Moore School of Electrical Engineering werd tussen 1943 en 1946 de eerste Turing-complete digitale elektronische computer, de ENIAC, gebouwd. Deze computer werd bediend door zes vrouwen: Kay McNulty, Jean Bartik, Ruth Teitelbaum, Betty Holberton, Frances Spence en Marlyn Meltzer.
Voorbereidend ontwerp aan de EDVAC, de opvolger van de ENIAC, resulteerde in het stored program-concept dat tegenwoordig in alle computers wordt gebruikt. Dit ontwerp verkreeg vooral bekendheid door John von Neumann's First Draft of a Report on the EDVAC, een serie verslagen van bijeenkomsten die hij had bijgewoond aan de Moore School.
In de zomer van 1946 werd aan de Moore School de allereerste computercursus gegeven. Dit leidde wereldwijd tot een sterke groei in de ontwikkeling van computers.
John Mauchly en J. Presper Eckert, afkomstig van de Moore School, stichtten het eerste computerbedrijf en produceerden de UNIVAC-computer.
De Moore School of Electrical Engineering is tegenwoordig een onderdeel van de School of Engineering and Applied Science van de Universiteit van Pennsylvania. Het bestaat niet langer als een zelfstandige entiteit. Het gebouw waarin de Moore School of Electrical Engineering was gehuisvest bestaat nog wel en staat tegenwoordig bekend als het Moore School Building.